# Überacker (Maisach)
Überacker ist ein Gemeindeteil von Maisach im oberbayerischen Landkreis Fürstenfeldbruck.

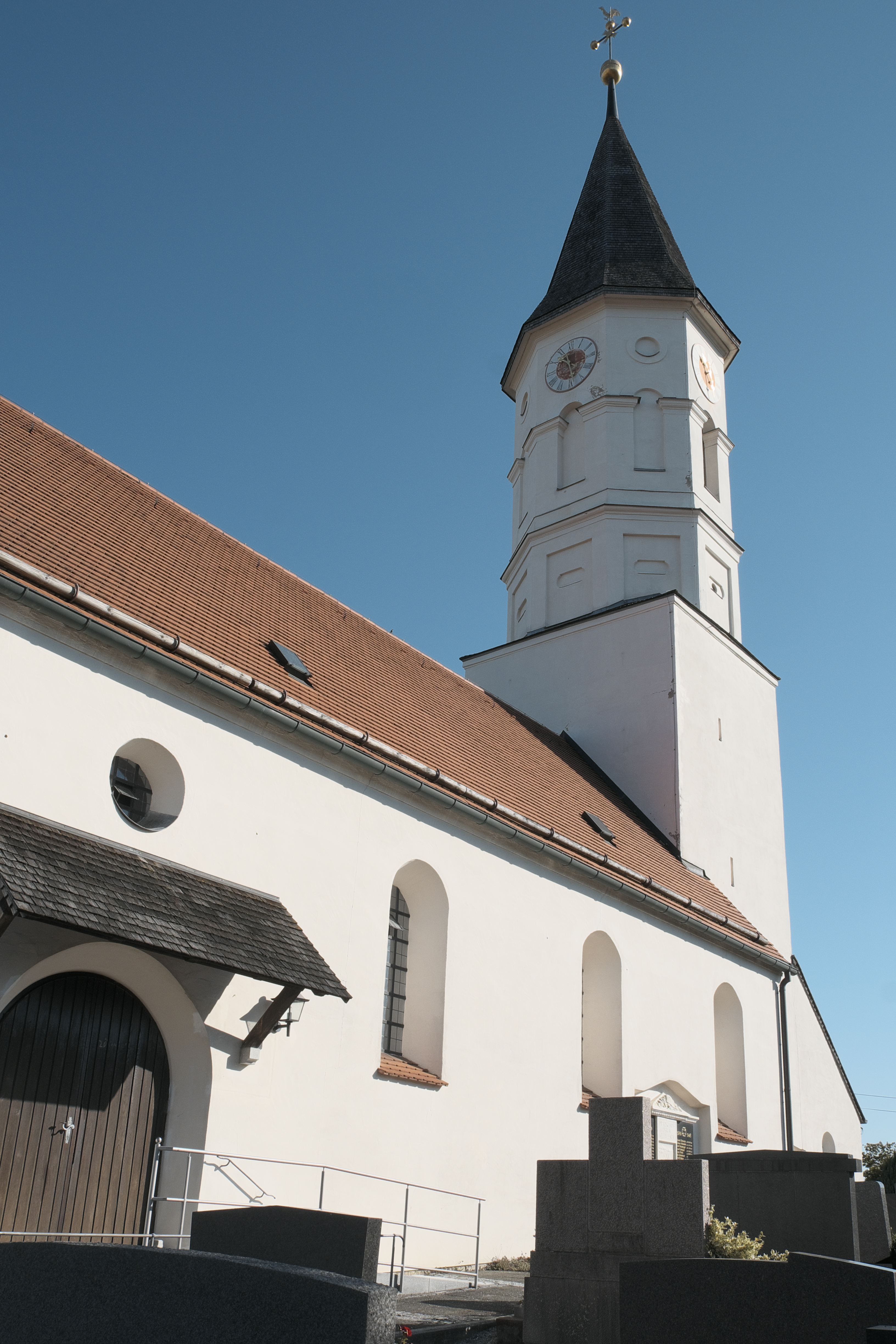
Kirche St. Bartholomäus und Valentin

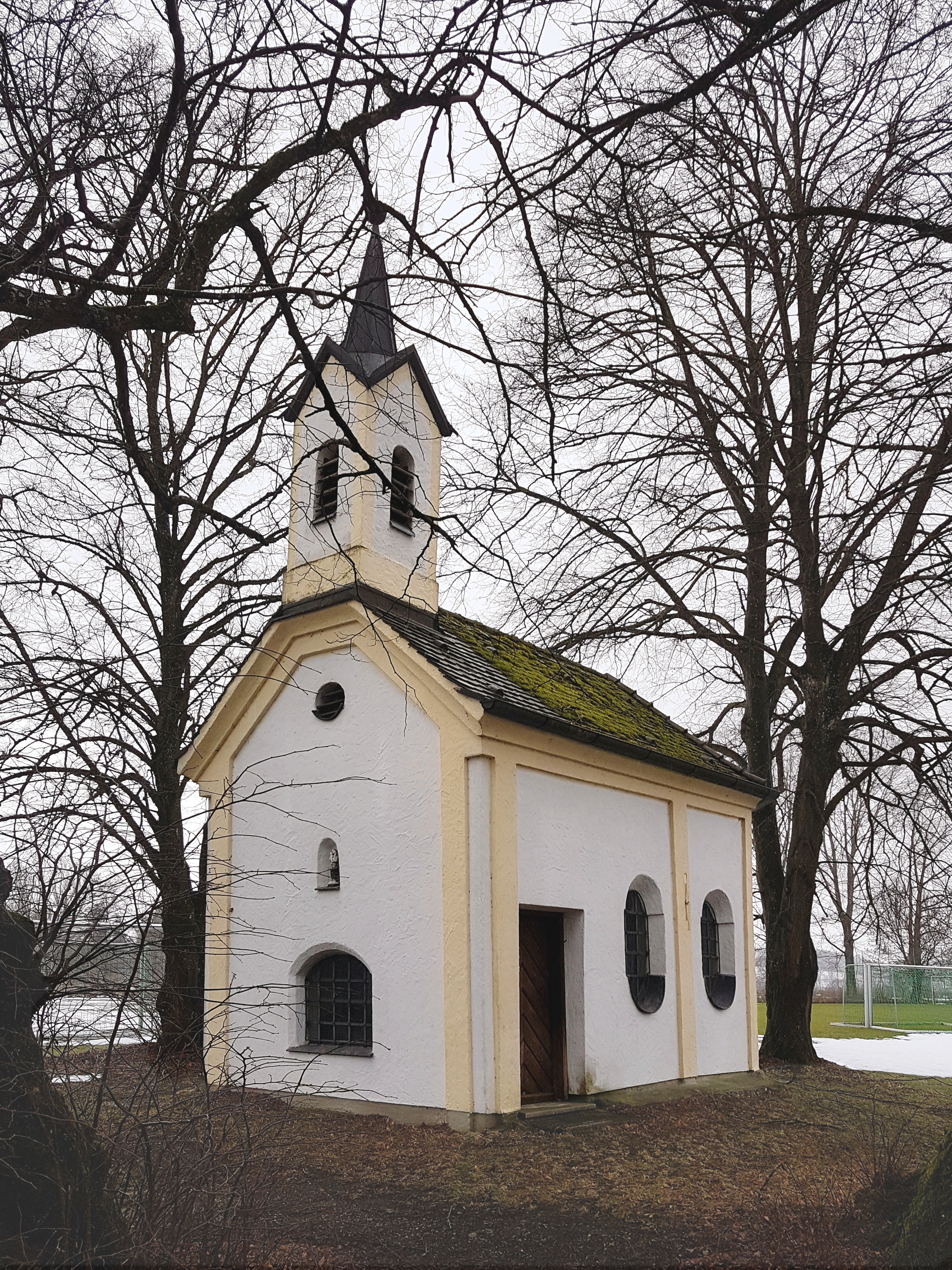
Kapelle St. Wolfgang

## Lage
Das Pfarrdorf liegt circa eineinhalb Kilometer nördlich von Maisach.

## Geschichte
In den Traditionen des Hochstifts Freising ist 866 der Ort als „Uperacha“ bezeugt.
Um 1330/40 übergab Kaiser Ludwig der Bayer zwei Höfe in Überacker als Ausstattungsgut dem von ihm gestifteten Kloster Ettal.
Am 1. Mai 1978 kam die bis dahin selbstständige Gemeinde Überacker zu Maisach.

## Baudenkmäler
Siehe auch: Liste der Baudenkmäler in Überacker
- Katholische Filialkirche St. Bartholomäus und Valentin, ist eine romanische Chorturmkirche, deren Anfänge ins 13. Jahrhundert zurückreichen und die später barock verändert wurde. Die Altäre und die Kanzel stammen aus der ersten Hälfte des 18. Jahrhunderts.[3] Im Hochaltar des Altarblatts zwischen marmorierten Säulenpaaren sind in einem Gemälde die Kirchenpatrone Bartholomäus und Valentin dargestellt, über ihnen auf einer Wolke der Erlöser Jesus Christus. Links und rechts der Säulen stehen Statuen der Apostel Petrus und Paulus. Das Gemälde entstand wahrscheinlich im 20. Jahrhundert. Im Chorbogen hängt umgeben von einem Rosenkranz eine Madonna mit Jesuskind als Himmelskönigin.

- Kapelle St. Wolfgang (Überacker). Die römisch-katholische Kapelle steht wenige Meter westlich der Bergstraße 46 in einer Baumgruppe nahe dem Sportplatz. Wie es heißt, wurde sie 1700/01 an der Stelle einer Einsiedelei gebaut. Es ist ein kleiner, einschiffiger Bau mit je zwei oben und unten rundbogigen Fenstern an der linken und rechten Wand und dreiseitig schließendem Chor sowie einem Dachreiter mit spitzem Helm aus dem späten 19. Jahrhundert. Der Altar mit einem Kruzifix vor dunklem Hintergrund ist sehr schlicht. Das Gewölbe ist mit Darstellungen der Apostel ausgemalt. Zwischen Chor und Kirchenschiff steht ein dekoratives, schmiedeeisernes Gitter aus dem Jahr 1702, in der Mitte mit nach oben strebendem, geschwungenen Elementen und dem Christusmonogramm in einem Stern als Abschluss. Daneben kniet auf jeder Seite ein Engel mit einem Kerzenleuchter.[4] Nach Renovierungen der in Privateigentum befindlichen Kapelle in den Jahren 1984/85 standen um 2010 neue Arbeiten an, die rund 112.000 Euro gekostet haben sollen.[5][6]

## Bodendenkmäler
Siehe: Liste der Bodendenkmäler in Maisach

## Persönlichkeiten
Die Kabarettistin Martina Schwarzmann wuchs in Überacker auf.